# Groeve achter Lemmekenskoel

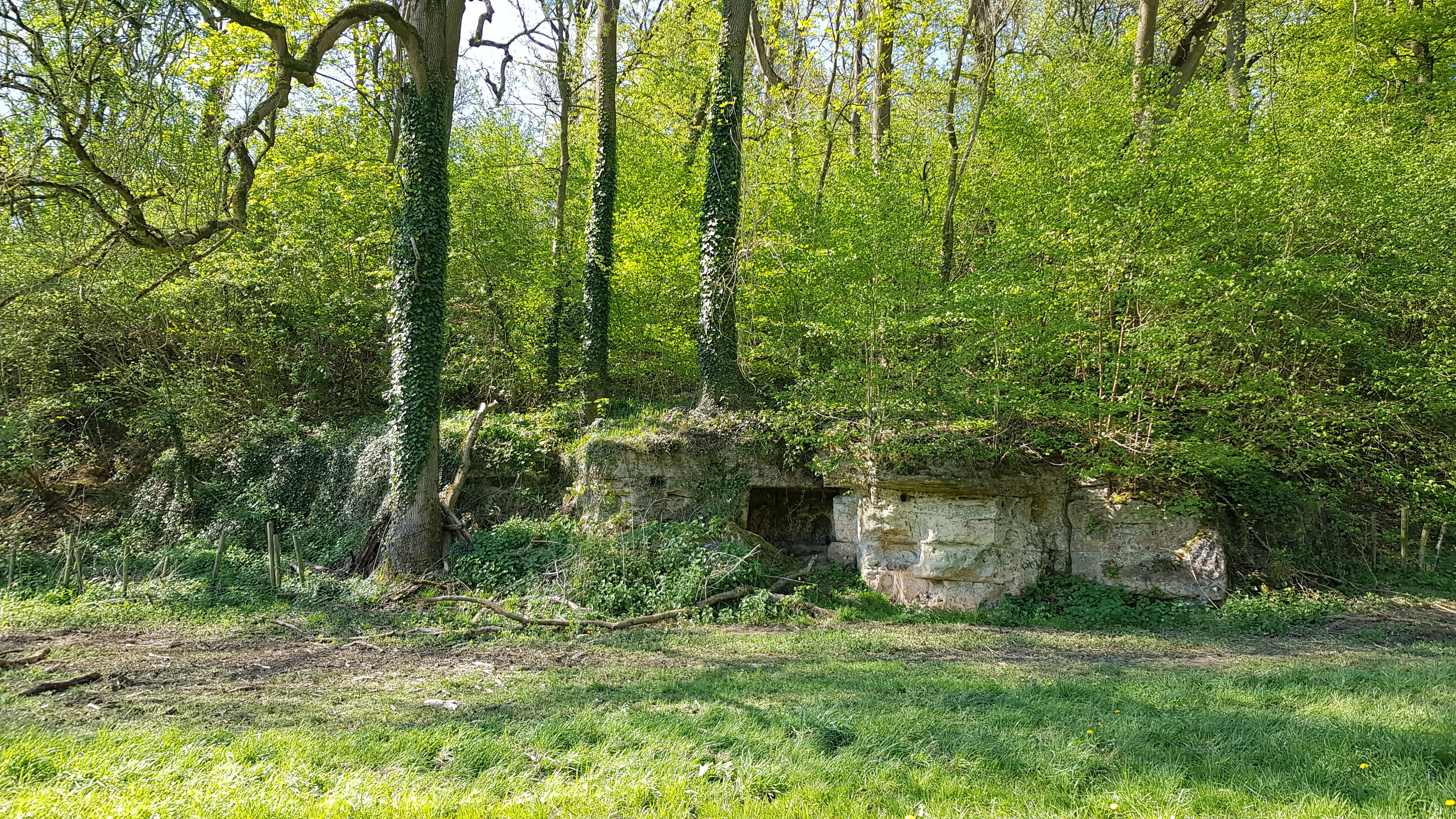
Groeve achter Lemmekenskoel

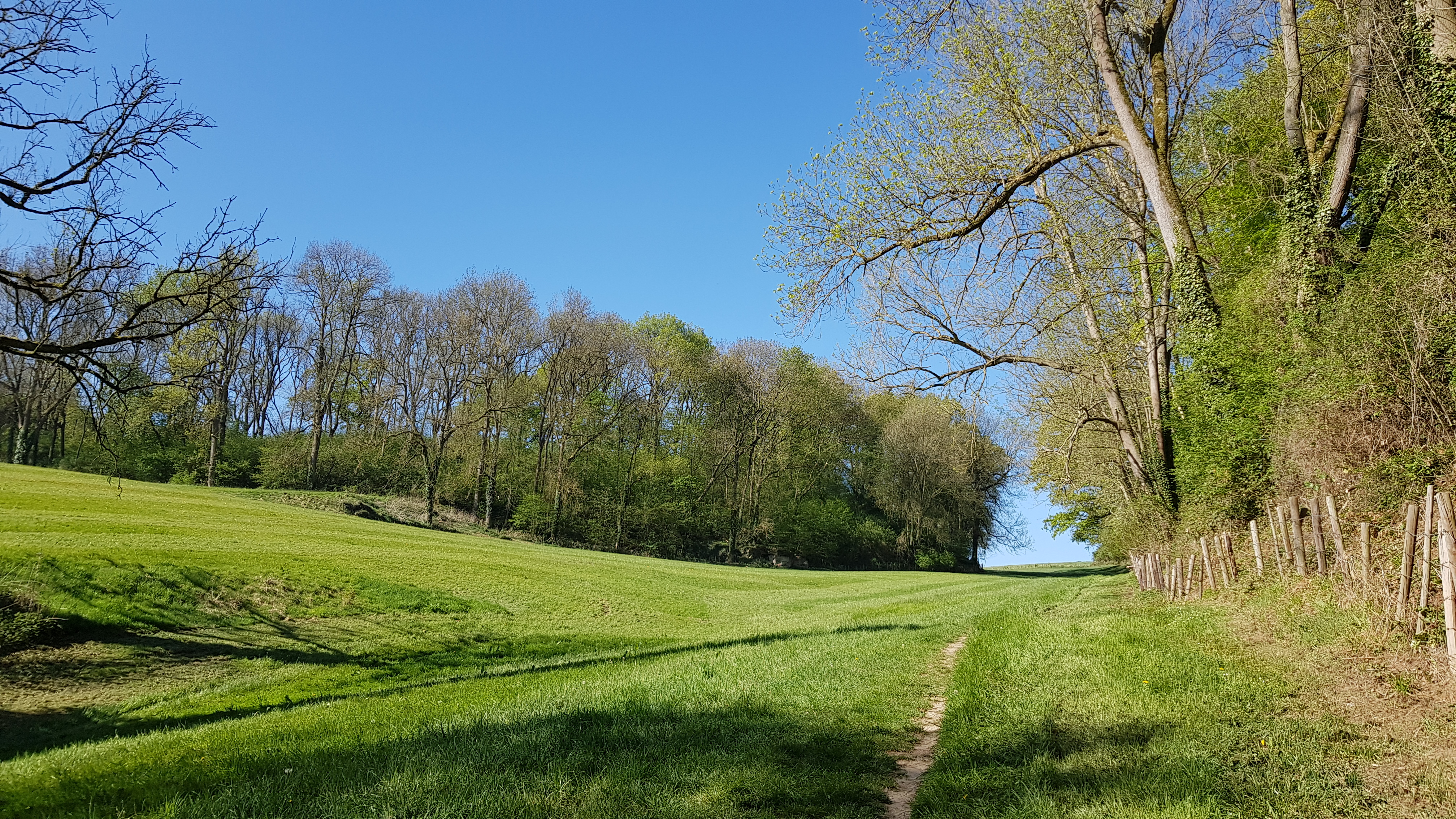
De vallei waarin de groeve gelegen is

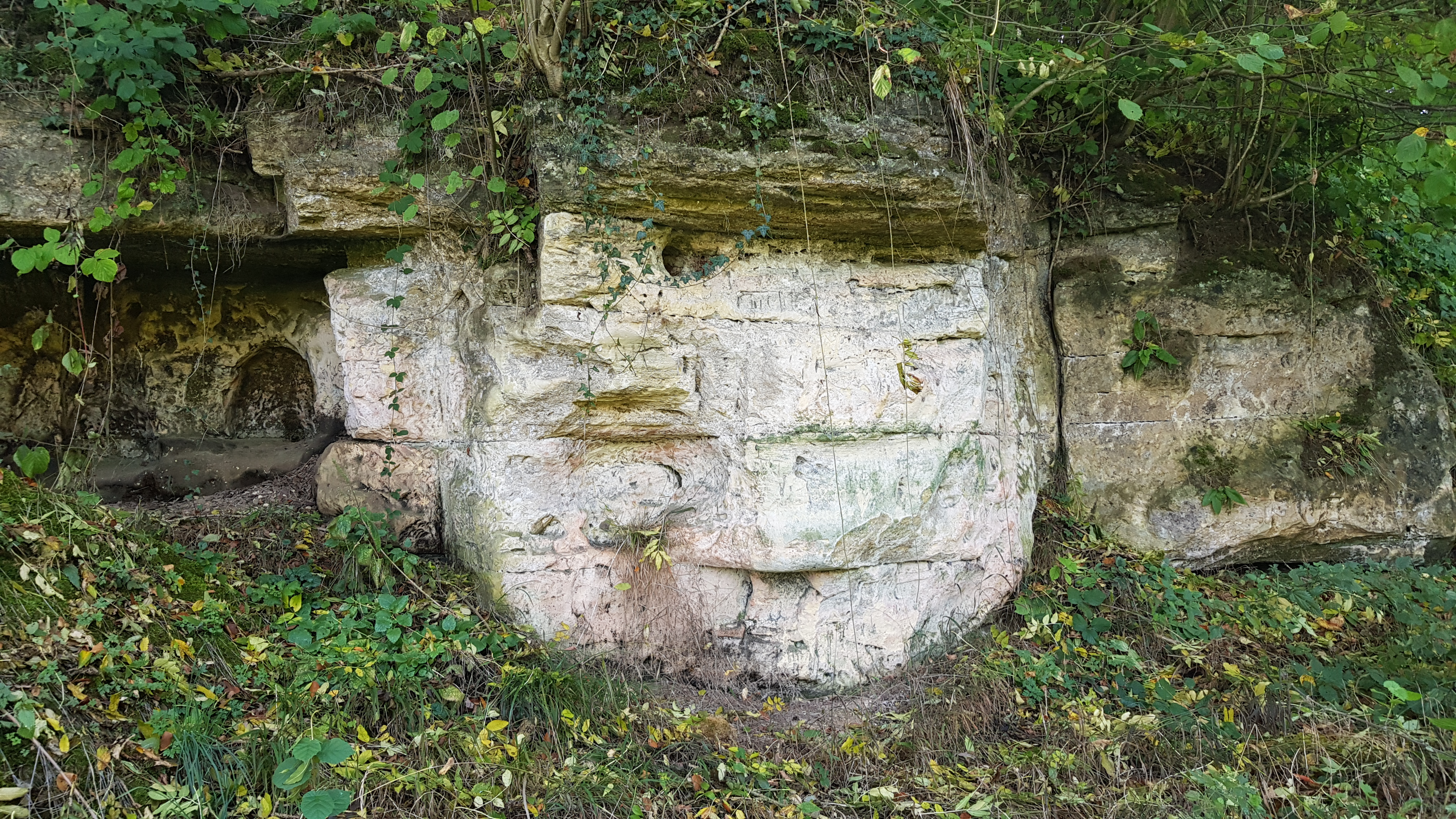
Kalksteen van de rotswand

De Groeve achter Lemmekenskoel is een Limburgse mergelgroeve in de Nederlandse gemeente Valkenburg aan de Geul in Zuid-Limburg. De ondergrondse groeve ligt ten zuiden van Valkenburg aan de rand van een hellingbos in een vallei die uitmondt in de Sibbergrubbe op de noordoostelijke rand van het Plateau van Margraten in de overgang naar het Geuldal.
Naar het oosten ligt aan de overzijde van de Sibbergrubbe het Biebosch. Op respectievelijk ongeveer 140 en 160 meter naar het noorden liggen de groeves het Beckersbergske en Groeve naast Beckersbergske, op ongeveer 225 meter naar het noordoosten liggen de Bieboschgroeve met de Kalkoven Biebosch, op ongeveer 300 meter naar het oosten ligt de Vallenberggroeve in het Biebosch en ongeveer 200 meter naar het zuiden ligt de Groeve Lemmekenskoel.

## Geschiedenis
De groeve werd door blokbrekers ontgonnen voor de winning van kalksteenblokken, maar de periode waarin dat gebeurde is niet bekend.

## Groeve
De groeve heeft een oppervlakte van 2069 vierkante meter, maar het is onduidelijk hoeveel de groeve ondergronds uitgehouwen is.

## Geologie
De groeves ten noorden en zuiden zijn uitgehouwen in het bovenste gedeelte van de Kalksteen van Schiepersberg en het bovenste gedeelte van de Kalksteen van Emael. Waarschijnlijk is de groeve uitgehouwen in de Kalksteen van Emael en anders in het bovenste deel van de Kalksteen van Schiepersberg.